# Michael Friedman (philosophe)
Pour les articles homonymes, voir Michael Friedman et Friedman.
Michael Friedman (2 avril 1947 - 26 mars 2025) est un philosophe américain surtout connu pour ses travaux en philosophie des sciences, notamment sur l'explication scientifique et la philosophie de la physique, ainsi que ses travaux historiques sur Emmanuel Kant. Il a également travaillé sur des figures de la philosophie continentale telles que Martin Heidegger et Ernst Cassirer.

## Éducation et carrière
Friedman obtient son BA au Queens College de la City University de New York en 1969 et son doctorat à l'Université de Princeton en 1973. Friedman enseigne à l'Université Harvard, à l'Université de Pennsylvanie, à l'Université de l'Illinois à Chicago, à l'Université de l'Indiana et à l'UC Berkeley en tant que professeur invité avant de prendre ses fonctions à l'université de Stanford au début des années 2000. Il y enseigne au Patrick Suppes Center for History and Philosophy of Science et est codirecteur du programme d'histoire et de philosophie des sciences et de la technologie de l'université. Il enseigne aussi dans le département des German Studies. Il a aussi été professeur honoraire de l’Université Western Ontario.
Friedman a été membre de l'Académie américaine des arts et des sciences de 1997 jusqu'à sa mort en 2025. Six de ses articles ont été sélectionnés parmi les « dix meilleurs » de leur année par The Philosopher's Annual.

## Œuvre philosophique
Les premiers travaux de Friedman portent sur la nature de l’explication scientifique et la philosophie de la physique. En philosophie des sciences, Friedman s'est appuyé sur un cadre néo-kantien pour s'efforcer de ré-assurer la rationalité de l'entreprise scientifique mise en question par les analyses historiques de Thomas Kuhn.
Son premier ouvrage, Foundations of Space-Time Theories, est publié par Princeton University Press en 1983 et remporte le prix Matchette (maintenant connu sous le nom de Book Prize) de l'American Philosophical Association récompensant le travail d'un jeune chercheur. Il remporte également le prix Lakatos de la London School of Economics récompensant un travail exceptionnel en philosophie des sciences.
Kant and the Exact Sciences (1992) est considéré dans Philosophical Review comme « un livre très important », « une lecture obligatoire pour les chercheurs sur la relation entre les sciences exactes et la philosophie de Kant ».
Pour Hans Sluga, professeur de philosophie allemande à l'Université de Californie à Berkeley, le livre de Friedman de 2000, A Parting of the Ways: Carnap, Cassirer, and Heidegger, apporte un nouvel éclairage sur la scission entre la philosophie analytique et la philosophie continentale.
Dans son livre Dynamics of Reason (2001), Friedman reprend son séminaire sur Kant de 1999 enrichi de réflexions postérieures et « fournit le compte rendu le plus complet à ce jour non seulement de [sa] conception néo-kantienne, historicisée et dynamique des principes a priori relativisés des mathématiques et de la physique, mais aussi du rôle central que [selon lui] joue la philosophie pour rendre les révolutions scientifiques rationnelles. »

## Vie personnelle
Friedman était marié à Graciela De Pierris, professeur de philosophie à Stanford, qui a publié des travaux sur la philosophie moderne.
Son décès est annoncé le 26 mars 2025.

## Sélection de publications

### Livres
- Foundations of Space-Time Theories: Relativistic Physics and the Philosophy of Science (Princeton University Press, 1983)
- Kant and the Exact Sciences (Harvard University Press, 1992)
- Reconsidering Logical Positivism (Cambridge University Press, 1999)
- A Parting of the Ways: Carnap, Cassirer, and Heidegger (Open Court, 2000)
- Dynamics of Reason: The 1999 Kant Lectures at Stanford University (CSLI/University of Chicago Press, 2001)
- Immanuel Kant: Metaphysical Foundations of Natural Science (Cambridge University Press, 2004) (éditeur)
- The Kantian Legacy in Nineteenth-Century Science (MIT Press, 2006) (co-éditeur avec Alfred Nordmann)
- The Cambridge Companion to Carnap (2007) (co-éditeur avec Richard Creath)
- Kant's Construction of Nature:  A Reading of the Metaphysical Foundations of Natural Science (Cambridge University Press, 2013)

### Articles de revues
- Friedman, « Kantian themes in contemporary philosophy », Proceedings of the Aristotelian Society, Supplementary Volumes, vol. 72, no 1,‎ juin 1998, p. 111–130 (DOI 10.1111/1467-8349.00038, JSTOR 4107015)